# Llau de Segan
La llau de Segan, anomenada llau del Graller en el seu tram superior, per la seva proximitat al Cap del Roc del Graller, és una llau afluent del barranc de Llabro. Discorre íntegrament pel terme de Conca de Dalt, en el seu antic terme d'Hortoneda de la Conca, al Pallars Jussà.
Es forma al nord de l'Obaga de la Cogulla i al sud de la Solana del Graller, a 1.150 m. alt. per la transformació de la llau del Graller. La llau de Segan davalla cap al nord-oest, discorrent pel sud-oest del Serrat de Segan, fins que rep per l'esquerra la llau de la Culla de Xoca, que poc abans ha recollit la llau de la Gavernera. Aleshores, la llau de Segan gira cap al nord. Al cap de poc rep per la dreta la llau de la Mitgenca, i arriba a llevant del poble d'Hortoneda, on s'ajunta amb la llau de Catxí, formant el barranc de Llabro. Durant la major part del seu recorregut fa de límit meridional de la partida de Senllí.